# Alte Friedhofskapelle (Großgoltern)

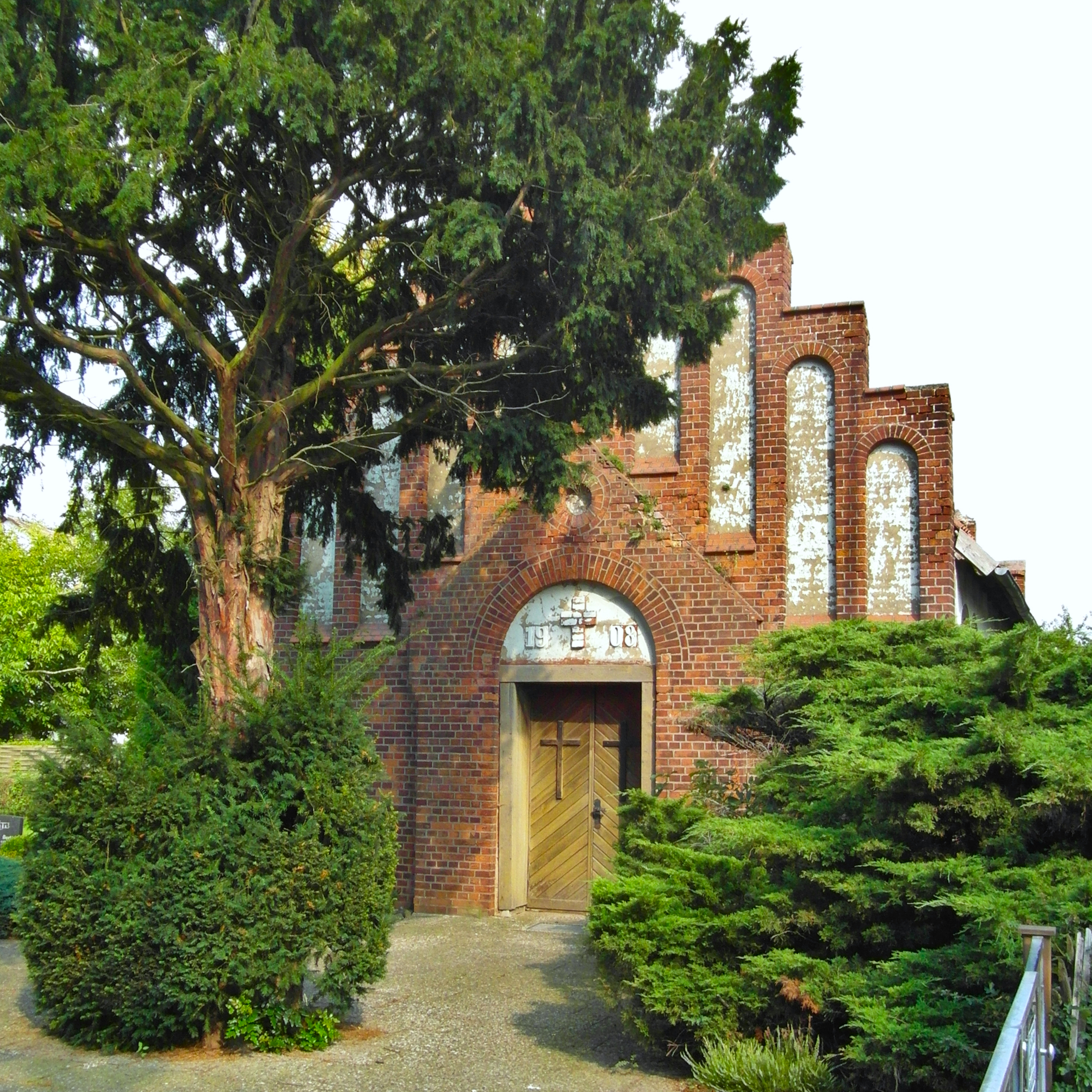
Eingangsportal der alten Friedhofskapelle

Die auch als Leichenhalle bezeichnete alte Friedhofskapelle ist ein Baudenkmal in Großgoltern, einem Stadtteil von Barsinghausen in der Region Hannover in Niedersachsen.

## Geschichte

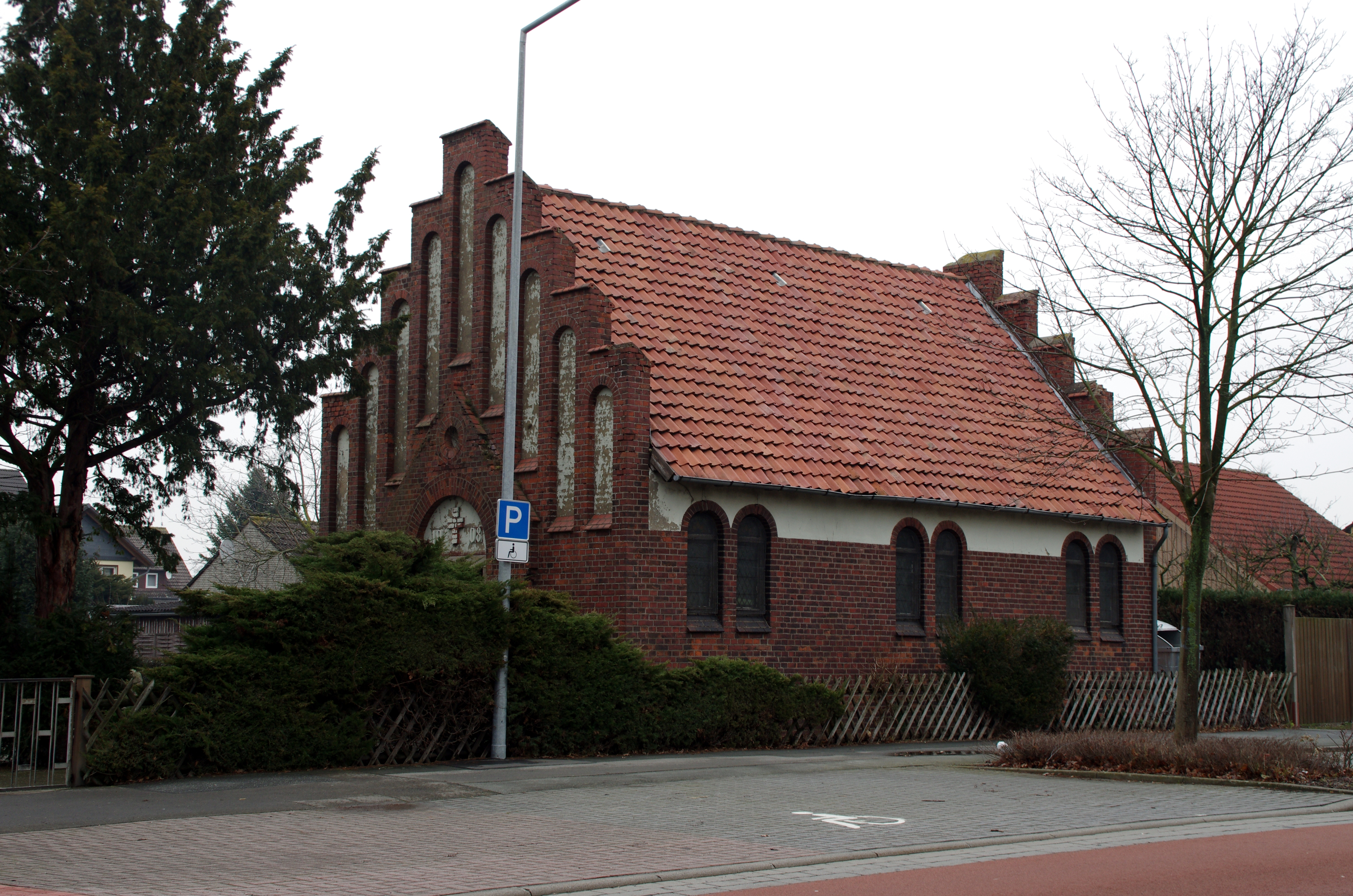
Südwestansicht

Zum Kirchspiel der evangelisch-lutherischen St.-Blasiuskirche Großgoltern gehören auch die Nachbarorte Nordgoltern und Eckerde.
Als Friedhof diente bis ins Jahr 1896 der Kirchhof, danach wurde er nicht mehr für Bestattungen genutzt.
Dafür wurde der am östlichen Ortsrand von Großgoltern an der Straße nach Eckerde gelegene neue kirchliche Friedhof der St.-Blasius-Kirchengemeinde in Betrieb genommen.
Die am Südrand des nördlich der Straße gelegenen Friedhofs errichtete Friedhofskapelle wurde im Jahr 1908 eingeweiht.
1996 wurde der „Förderverein Friedhofskapelle Großgoltern“ gegründet, um den Bau einer neuen Kapelle im Nordteil des Friedhofsgeländes, abseits der recht viel befahrenen Eckerder Straße, zu finanzieren.
Der Friedhof wurde zudem erweitert. Er ist von einem um die Jahrtausendwende gebauten Wohngebiet umgeben.
Seit der Fertigstellung der neuen Friedhofskapelle wird die aus dem Jahr 1908 stammende Kapelle weiter als Leichenhalle genutzt.

## Beschreibung

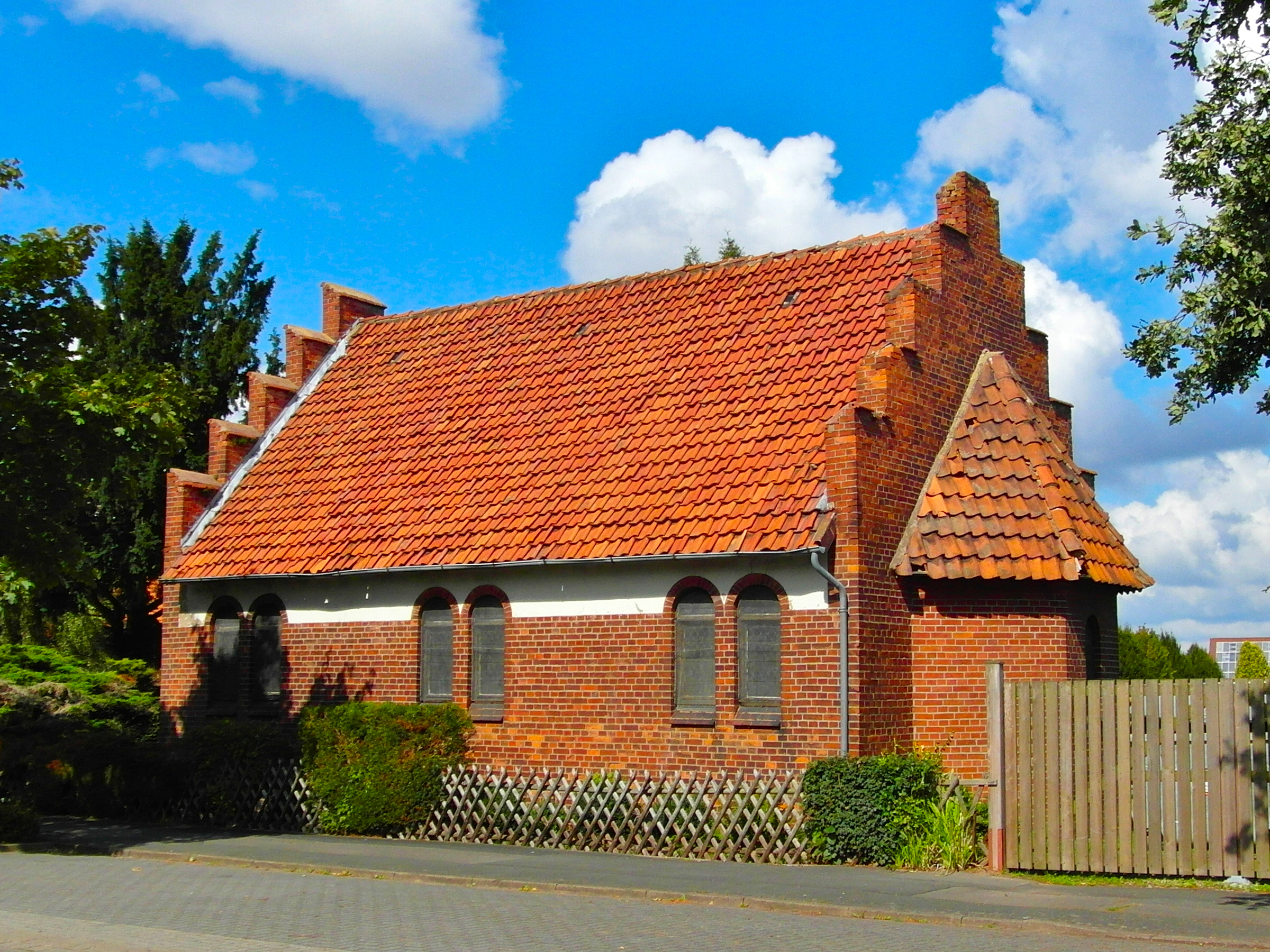
Südostansicht mit Apsis

Die heutige Leichenhalle ist ein Werk des hannoverschen Hochschullehrers und Konsistorialbaumeisters Karl Mohrmann. Er signierte 1908 die Zeichnung des Gebäudes.
Die ehemalige Kapelle ist ein aus Backstein errichteter Saalbau unter Satteldach. Beide Giebel sind als Staffelgiebel abgetreppt.
Der Haupteingang mit dem mit der Zahl „1908“ datierten Tympanon im Rundbogen liegt im Westen, zum Hauptweg des Friedhofs.
Am Ostgiebel gibt es eine kleine Apsis.
An der Nordseite der Kapelle ist kleine Sargkammer angebaut.
Der Innenraum erhält Licht durch rundbogige Zwillingsfenster an den beiden Traufseiten.
Im oberen Bereich ist die Fassade des durch Backsteinbögen gegliederten Westgiebels und der Traufseiten mit hellen Putzflächen gestaltet.

## Denkmalschutz
Die alte Kapelle ist samt der Sargkammer als einziges Bauwerk des Friedhofs in Großgoltern unter der Bezeichnung  „Leichenhalle“ als Einzeldenkmal gemäß § 3 Abs. 2 NDSchG unter der Objekt-ID 31116016 geschützt.
An der Erhaltung des städtebaulich straßenbildprägenden Gebäudes besteht aufgrund des baugeschichtlichen Zeugnis- und Schauwertes sowie als Werk eines überregional bekannten Architekten ein öffentliches Interesse.